# Lista comunelor din Bejaia

Harta Algeriei cu provincia Bejaia evidențiată

Din provincia Bejaia fac parte următoarele comune:
- Adekar
- Aït R'zine
- Aït-Smail
- Akbou
- Akfadou
- Amalou
- Amizour
- Aokas
- Barbacha
- Béjaïa
- Beni Djellil
- Beni Ksila
- Beni Maouche
- Beni Mellikeche
- Boudjellil
- Bouhamza
- Boukhelifa
- Chelata
- Chemini
- Darguina
- Draâ El-Kaïd
- El-Flaye
- El-Kseur
- Ferraoun
- Ifenain Ilmathen
- Ighil Ali
- Ighram
- Kendira
- Kherrata
- Melbou
- Oued Ghir
- Ouzellaguen
- Seddouk
- Semaoune
- Sidi Aïch
- Sidi-Ayad
- Sidi-Saïd⁠(d)
- Souk El Ténine
- Souk-Oufella
- Tala Hamza
- Tamokra
- Tamridjet
- Taourirt Ighil
- Taskriout
- Tazmalt
- Tinabdher
- Tibane
- Tichy
- Tifra
- Timezrit
- Tizi N'Berber
- Toudja